# Pepijn Aardewijn
Pepijn Aardewijn, född den 15 juni 1970 i Amsterdam i Nederländerna, är en nederländsk roddare.
Han tog OS-silver i lättvikts-dubbelsculler i samband med de olympiska roddtävlingarna 1996 i Atlanta.